# Biserica de lemn din Șieu Sfântu

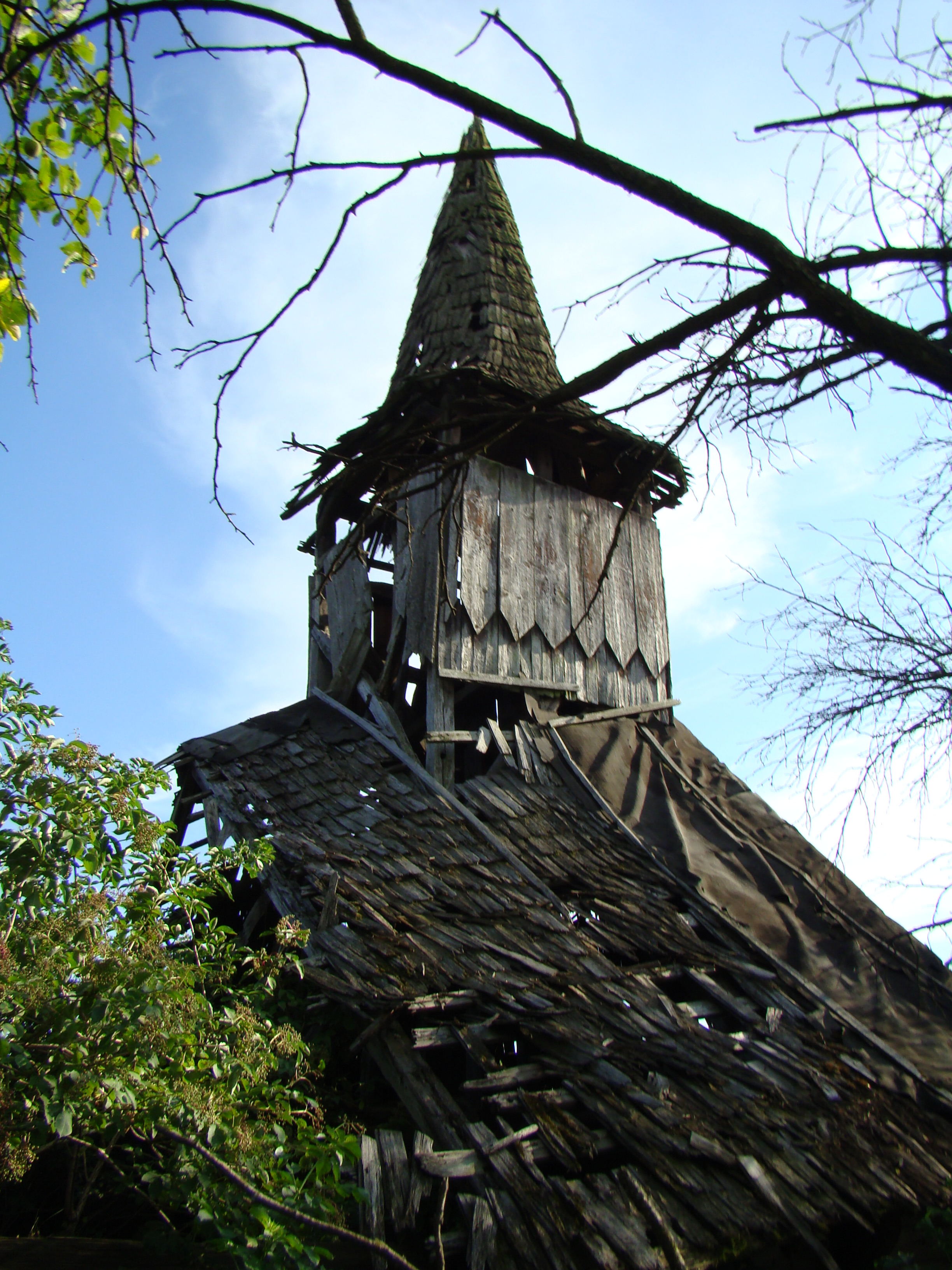
Biserica de lemn „Sfântul Dumitru” din Şieu Sfântu, comuna Şintereag, județul Bistrița-Năsăud, foto: iulie 2009.

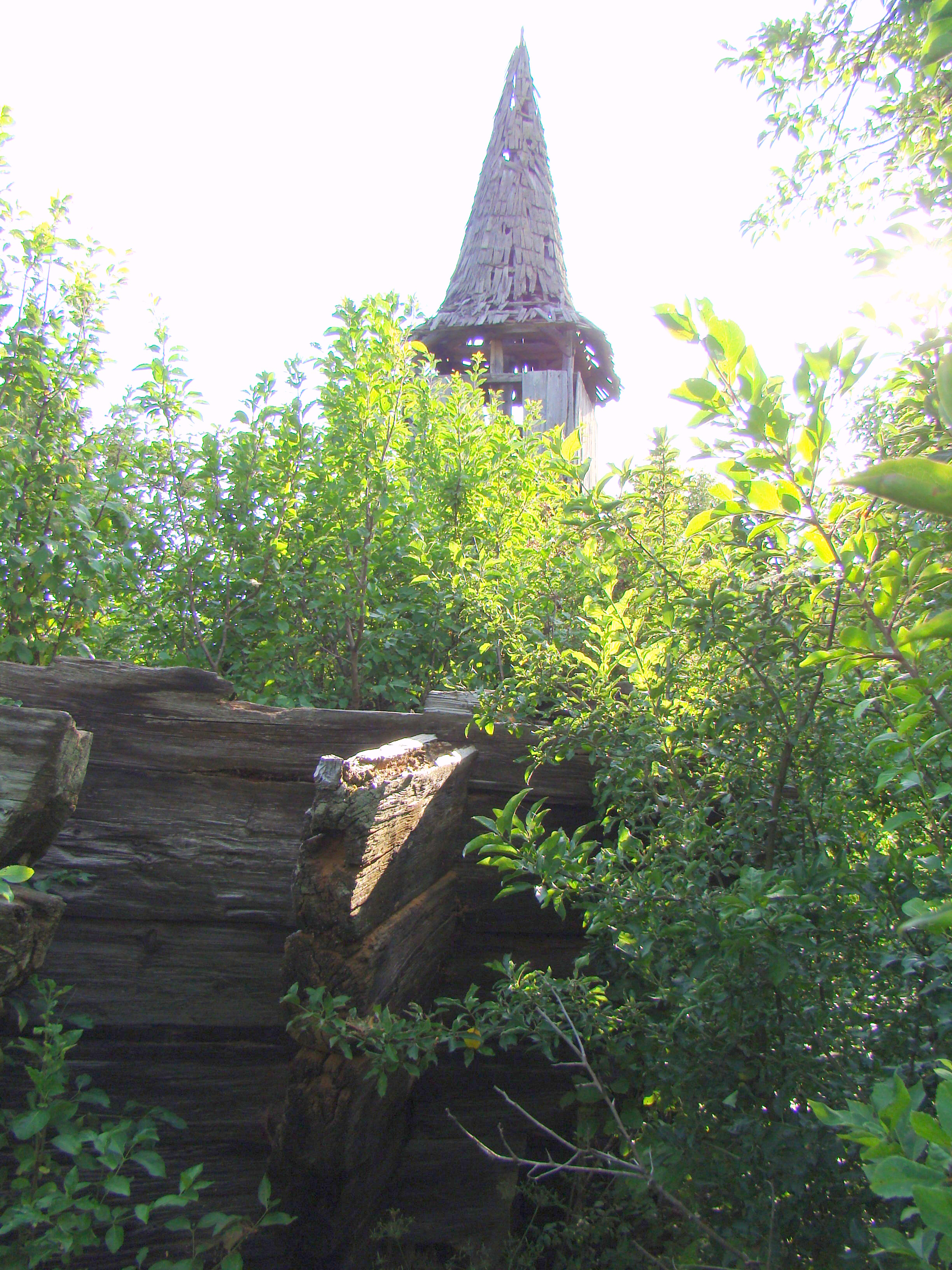

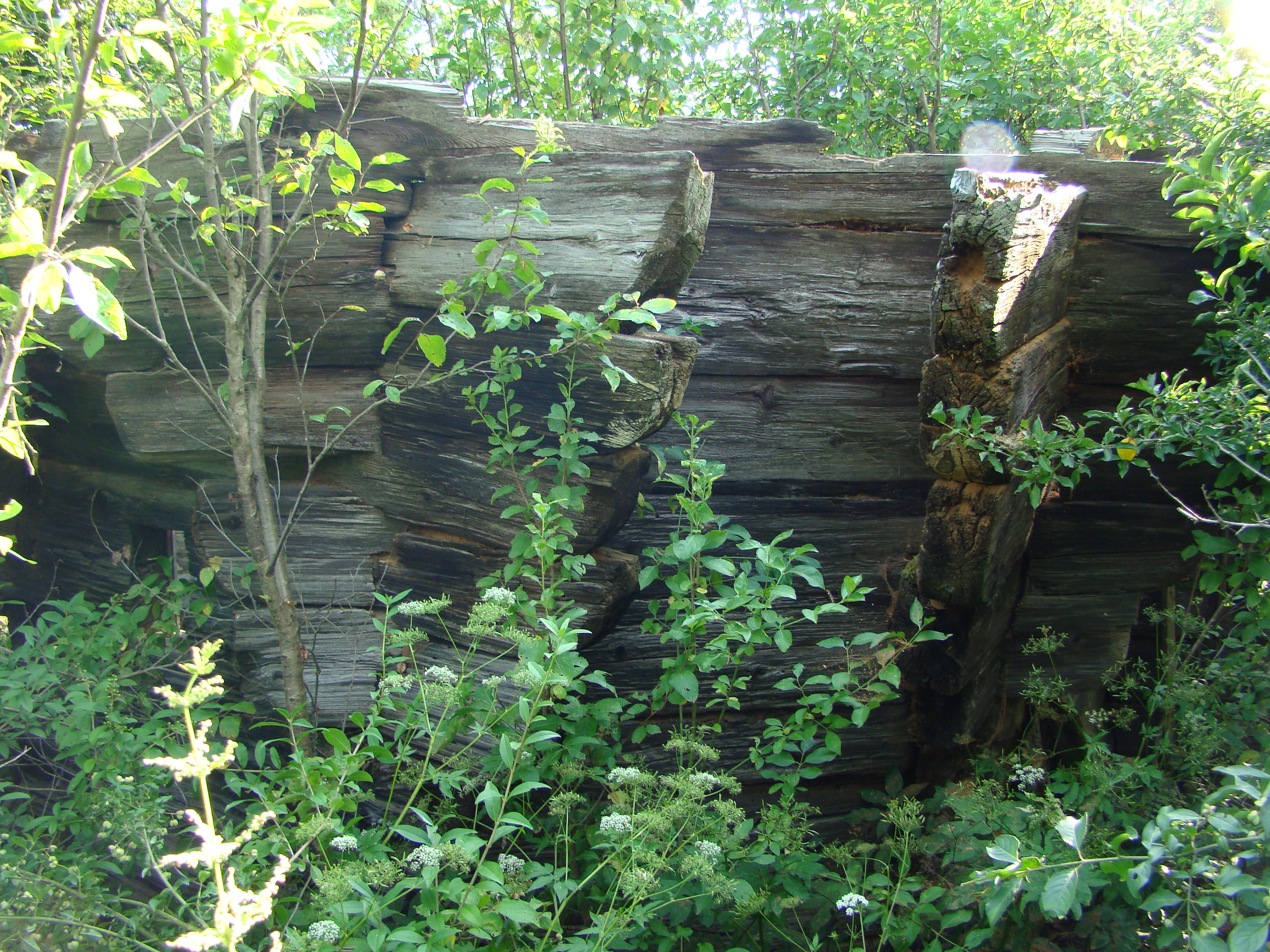
Imaginile nu sunt din pădurea tropicală umedă, ele arată unde pot să ducă indiferenţa şi nepăsarea de-a dreptul criminale care au distrus o biserică monument

Biserica de lemn din Șieu Sfântu, comuna Șintereag, județul Bistrița-Năsăud datează din secolul XVIII . Lăcașul are hramul „Sfântul Dumitru” și figurează pe lista monumentelor istorice, cod LMI BN-II-m-B-01713.

## Istoric și trăsături
Conform tradiției, biserica de lemn din satul Șieu-Sfântu, având hramul „Sfântul Dumitru” a fost adusă de pe Valea Bârgăului. A fost sfințită în anul 1850, iar clopotele au fost turnate la Cluj în anul 1857. După ce biserica nouă, de zid, a fost sfințită în anul 1961, biserica veche de lemn a fost lăsată în paragină și se află în prezent în prag de dispariție.

## Imagini din exterior

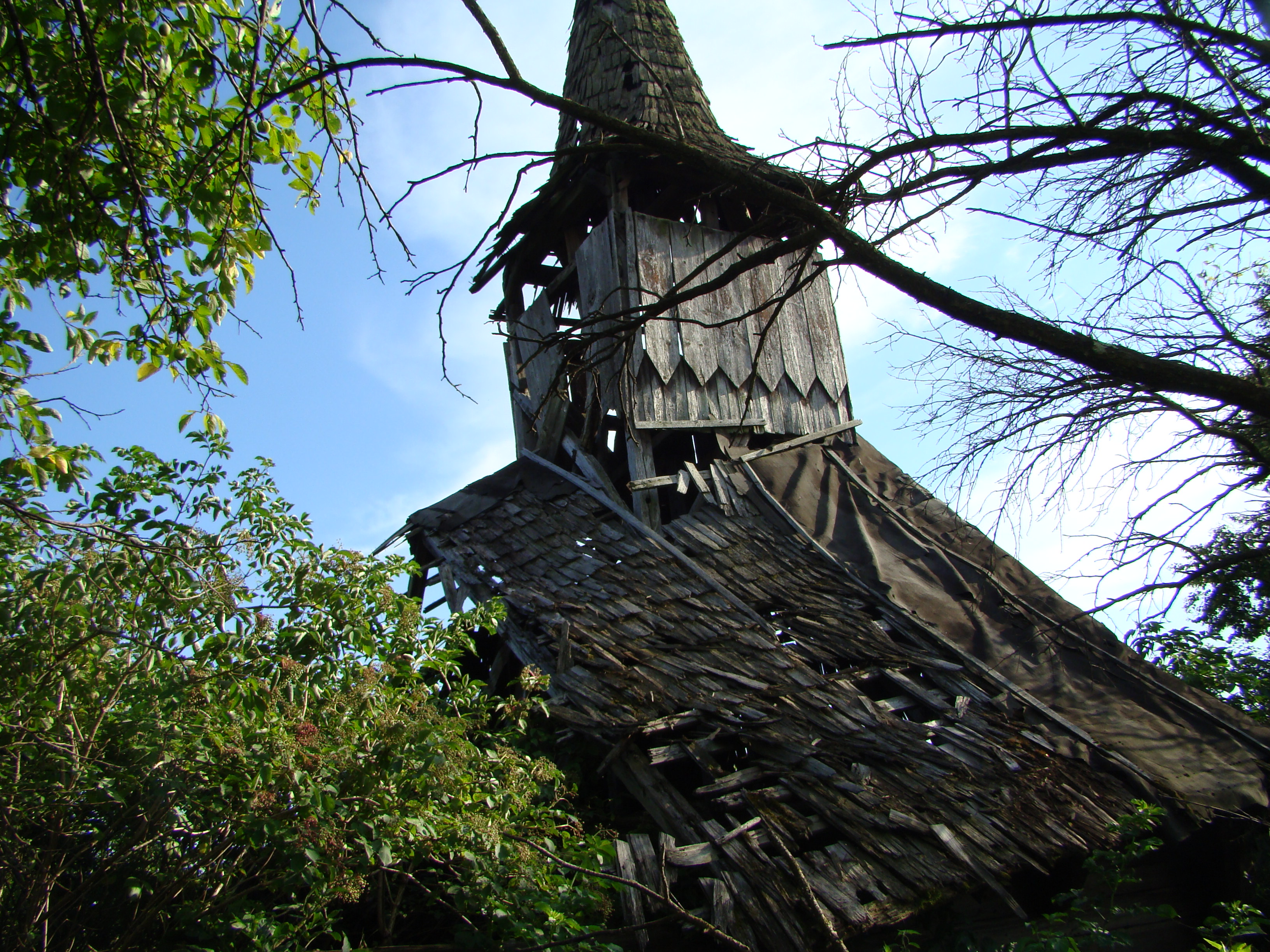
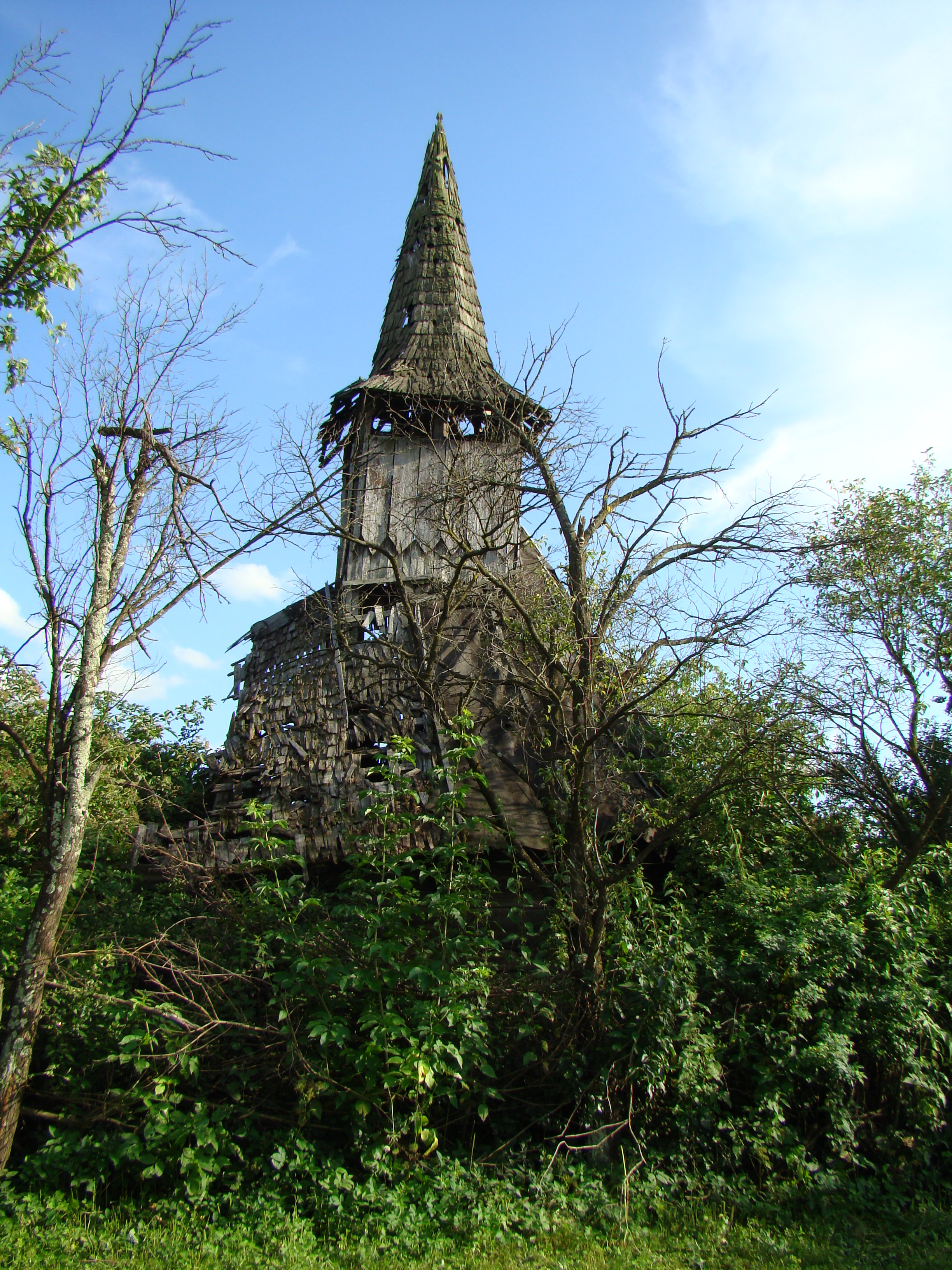
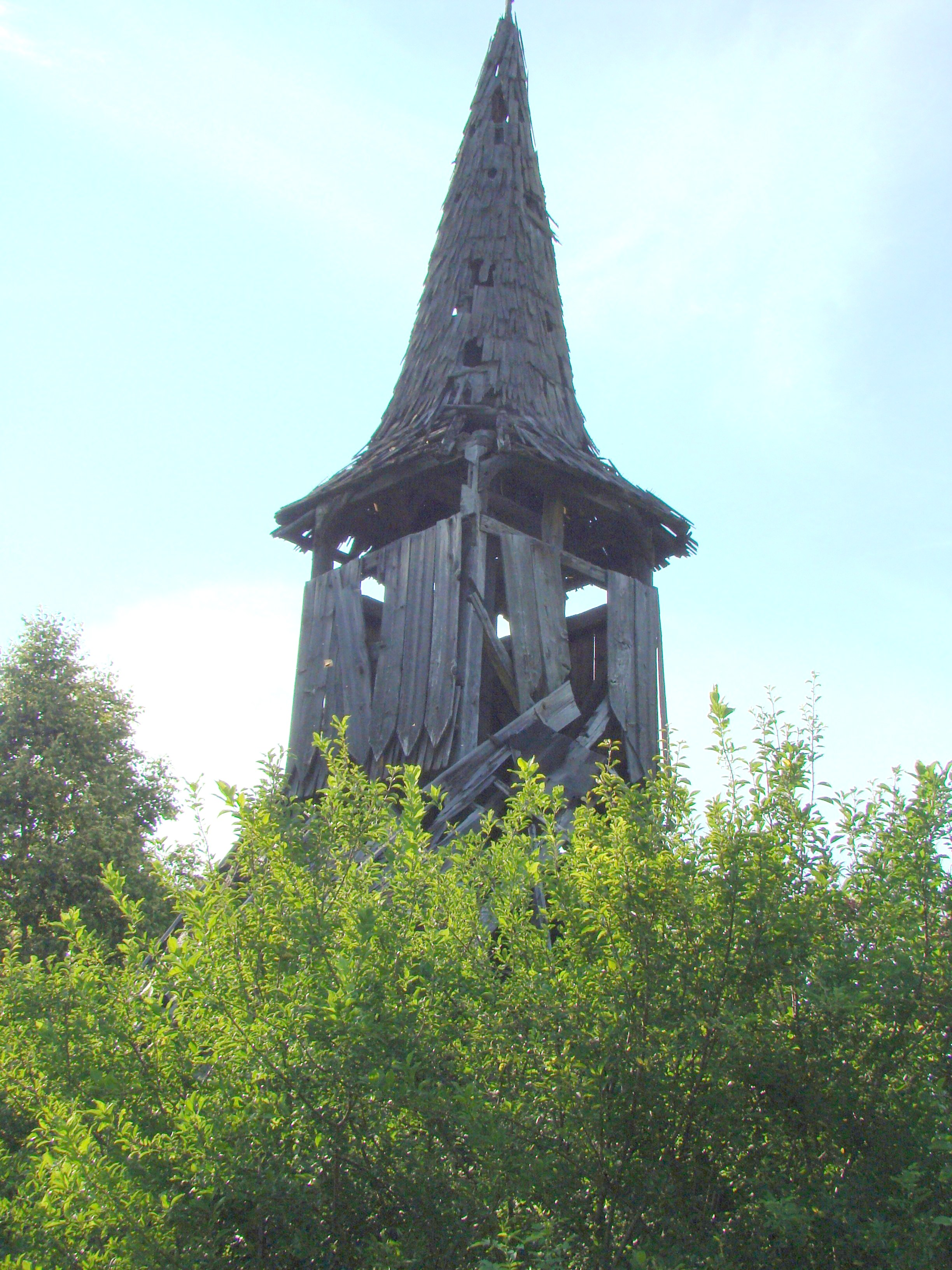
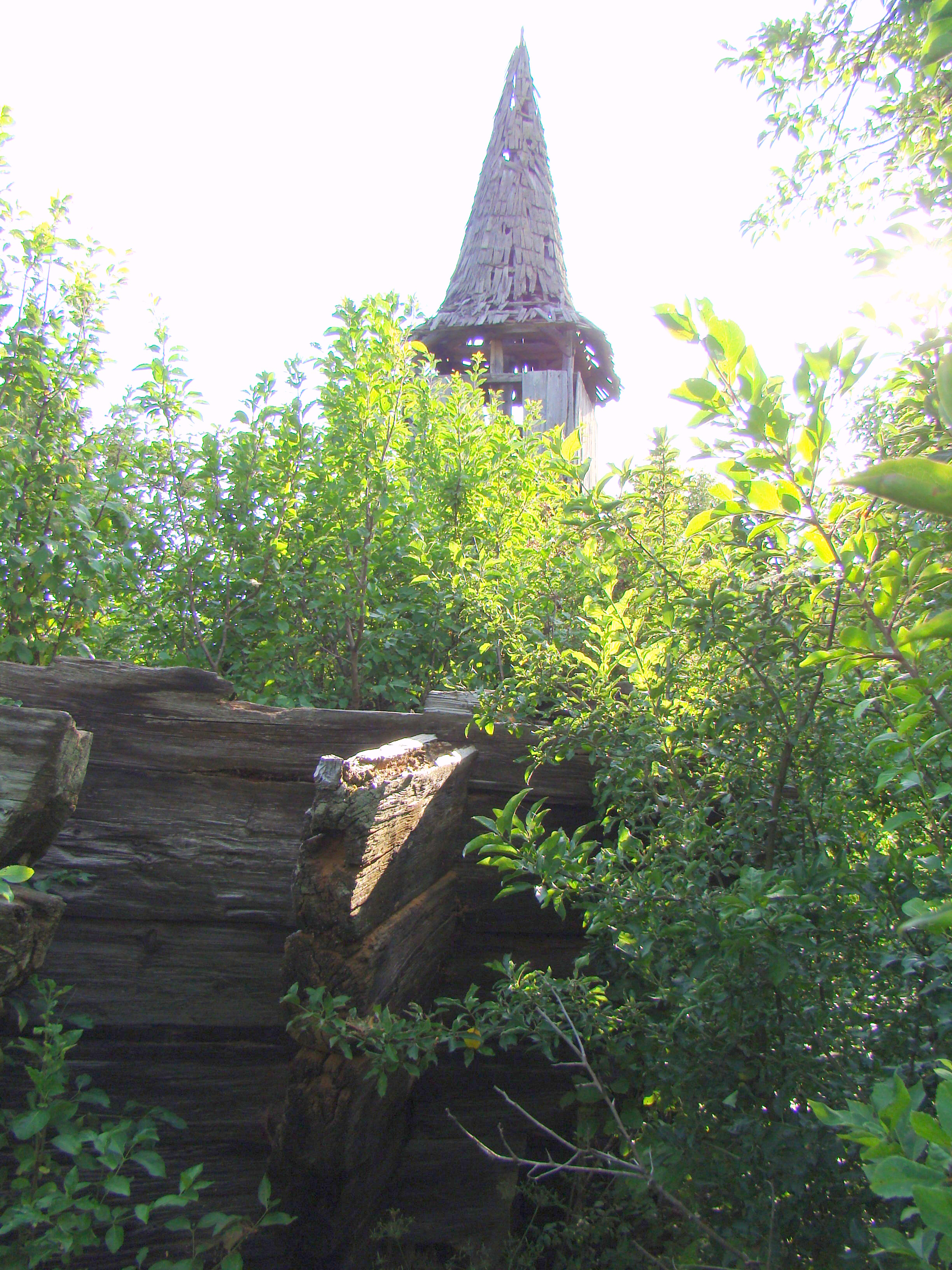
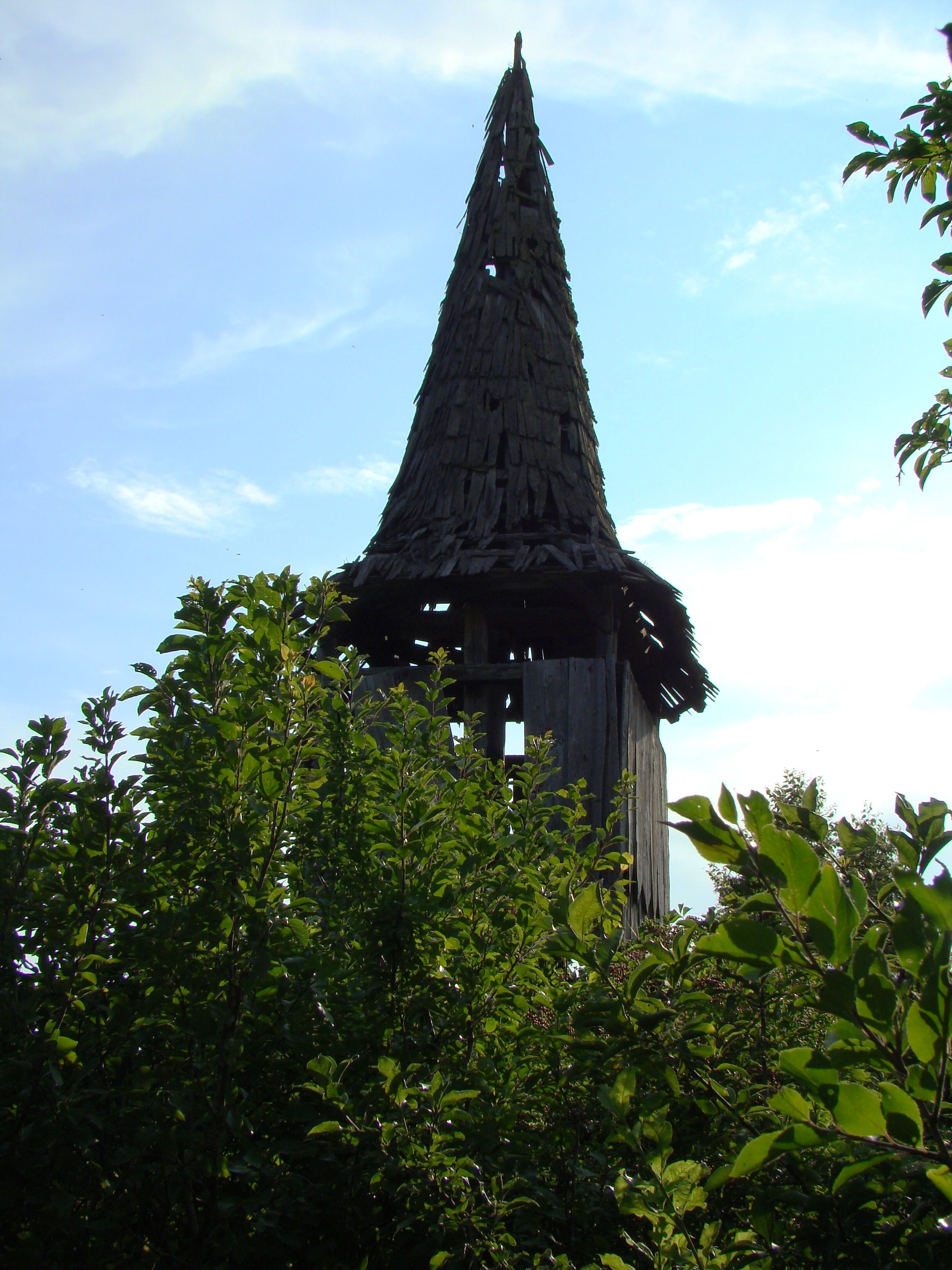
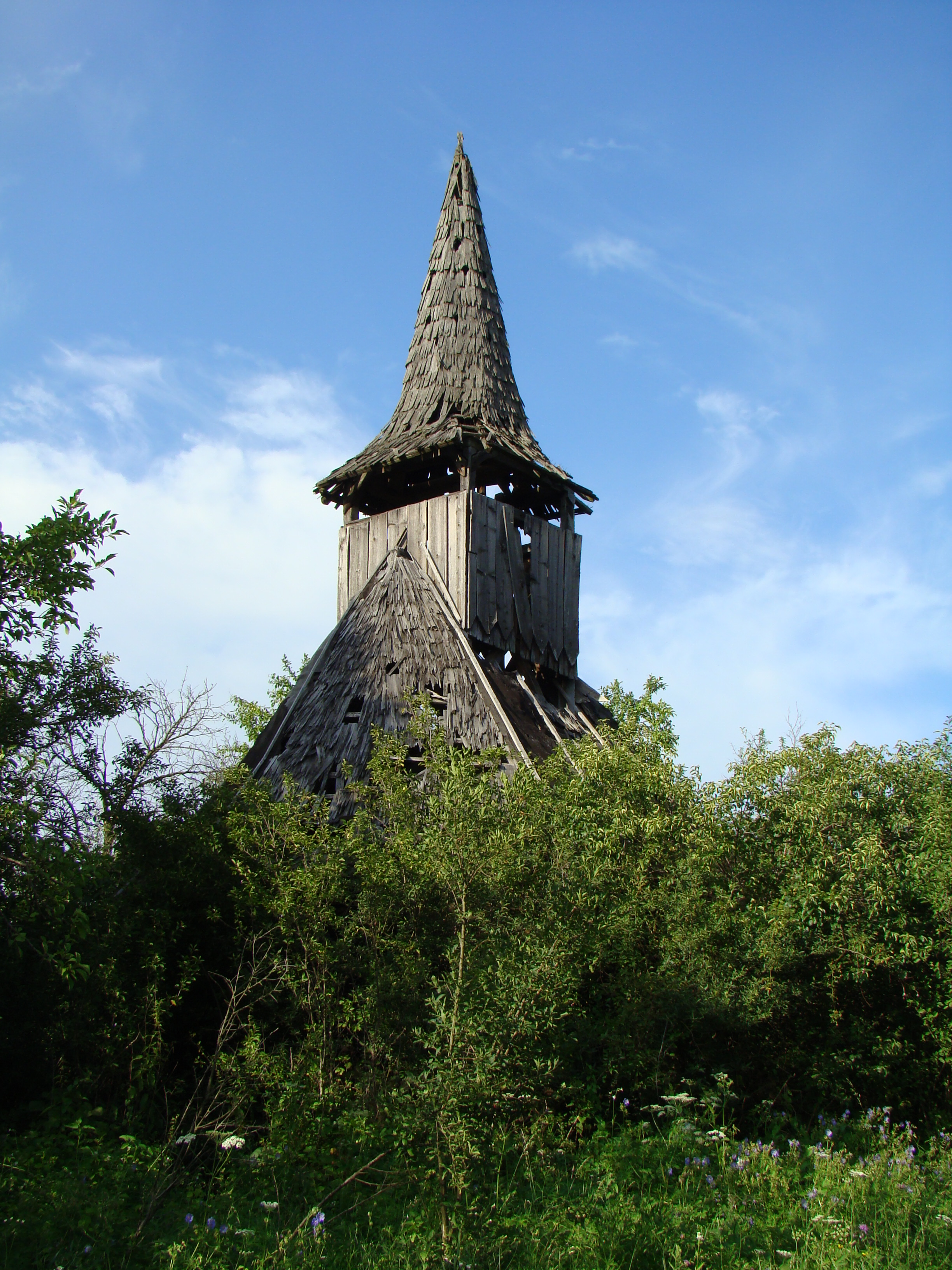